# Río Matanza
Il Río Matanza o Riachuelo è un fiume dell'Argentina, affluente di destra Río de la Plata.

## Descrizione
Il Río Matanza nasce ad ovest di General Las Heras, in provincia di Buenos Aires. Il fiume è conosciuto con il nome di Río Matanza dalla sorgente sino al ponte La Noria, situato lungo l'avenida General Paz, dal suddetto punto alla foce è chiamato Riachuelo. Dal ponte La Noria sino alla foce segna il confine tra la provincia di Buenos Aires, sulla sponda destra, e la città autonoma di Buenos Aires. Sfocia in destra orografica nel Rio de la Plata tra il barrio porteño de La Boca e la città di Dock Sud, situata nel partido di Avellaneda.
Il Riachuelo attraversa una zona densamente urbanizzata e popolata e soffre gravi problemi d'inquinamento dovuto ai numerosi scarichi industriali che vengono riversati nelle sue acque. Il vento di tempesta da sud-est, conosciuto come sudestada, impedisce alle acque del fiume di raggiungere il Río de la Plata, producendo frequenti inondazioni nei quartieri di Buenos Aires più esposti come La Boca e Barracas.